# 吴庆生
吴庆生（？—），男，安徽人，中共党员，享受国务院政府特殊津贴专家，同济大学二级教授。

## 生平
1982年毕业于安徽师范大学化学系，获学士学位。1988年毕业于中国科学技术大学分析化学专业，获理学硕士学位。2001年毕业于中国科学技术大学无机化学专业，区理学博士学位。1982年7月起在安徽农业大学工作，1995年破格晋升教授。曾任安徽农业大学基础部副主任，校人事处副处长兼应用化学系主任，文理学院院长。1999年被引进至同济大学工作，历任化学系副主任，化学系党总支书记，校纳米中心执行主任。2009年晋升二级教授，2018年10月退休，继续担任博士、硕士生导师。

## 学术贡献
主要从事无机纳米化学研究工作。主持国家973项目子课题、国家自然科学基金重大研究计划培育项目、国家自然科学基金面上项目、重点项目子课题、青年项目等科研项目30多项。发表SCI收录论文360多篇，授权发明专利近百项，出版著作6部。主持国家精品课程和国家级精品资源共享课。

## 社会兼职
教育部教学指导委员会委员，中国功能材料学会常务理事，上海市化学化工学会常务理事；教育部学科评估专家、长江学者评审专家、国家和地方科技奖励评审专家、全国百优博士论文评审专家、国家支撑计划和国家自然科学基金及新加坡国家基金等十几种项目评审专家。

## 奖项和荣誉
研究成果获省部级研究成果一、二、三等奖，曾获宝钢优秀教师奖和上海市教学名师奖，1997年获国务院政府特殊津贴。